# Maria Baldó i Massanet
Maria Baldó i Massanet (Hellín, Albacete, 2 de juliol de 1884 - Tolosa de Llenguadoc, França, 17 de febrer de 1964) fou una mestra, feminista, folklorista i política liberal.

## Biografia
Filla de Santiago Baldó i Domènech i de Maria Mansanet o Massanet i Santacreu, va venir a viure a Catalunya de petita. Va ser una gran defensora del feminisme i el republicanisme. Formà el primer grup escolar femení del Patronat Escolar de l'Ajuntament de Barcelona, de manera que fou la primera directora de l'escola La Farigola de Vallcarca, inaugurada el 1923. Va col·laborar en diverses publicacions periòdiques, i fou militant d'Esquerra Republicana.
Va formar part del Segon CENU. El 1936 va ser presidenta del Lyceum Club de Barcelona. Al final de la Guerra Civil es va exiliar, amb el seu segon marit, Lluís Torres Ullastres, a Tolosa (França), on va morir. Del seu primer matrimoni amb Josep Serra Chartó (mort al 1911), el 1909 va néixer el seu fill, Alfons Serra i Baldó.

## Activitat pública i professional
Maria Baldó va tenir una trajectòria pública i intensa en el camp polític, social, cultural i educatiu català. Va col·laborar en publicacions periòdiques, com La Veu de Catalunya, Una vegada, Art jove, Companya, Portantveu del Club Femení i d'esports de Barcelona, La dona catalana, Tramontane (ja a l'exili francès), i fou militant d'Esquerra Republicana. Baldó va destacar en el conjunt de dones que donaren forma al primer moviment feminista català, a inicis del XX.
Formada com a folklorista, amb poc més de vint anys, ja hi ha constància de diverses activitats, com la vetllada organitzada per l'escola d'Institutrius, en què va llegir el seu treball Notas sobre las mujeres del Quijote.
L'any 1910 impartí un curs sobre “Cultura femenina” a l'Ateneu Barcelonès, que publicà en forma de llibre. El 28 d'abril de 1912 publicava l'article Sobre l'ensenyansa escolar femenina a la revista Feminal. Més endavant publicaria El libro del hogar, reeditat en diverses ocasions. El 1916 intervingué en les conferències sobre educació femenina, també a l'Ateneu, al costat d'altres ponents com Karr, Serrano o Monserdà.
Com a mestra, la seva trajectòria va estar estretament lligada al grup escolar La Farigola. El 27 de març de 1922 s'inaugurà aquesta escola, el primer grup escolar femení del Patronat Escolar de l'Ajuntament de la ciutat (actualment, Escola La Farigola de Vallcarca). Ella mateixa n'assumí la direcció i col·laborà estretament amb Manuel Ainaud per aconseguir que mestres estatals poguessin ocupar les places dels altres nous grups escolars municipals. Així mateix, formà part del tribunal que seleccionà els mestres. En aquells mesos assumí el Deganat dels Mestres de Barcelona. Baldó també va actuar com a professora auxiliar gratuïta a l'Escola Normal de Barcelona.
Són moltes les conferències, també emissions radiofòniques, que va impartir. La literatura i els jocs infantils per una banda i l'educació de la dona, per una altra, en van ser les temàtiques més habituals. Va demanar la creació d'escoles especialitzades per a la formació de les dones i per a la preparació per a la maternitat. Durant la dècada dels trenta s'encarregà de les “Missions Pedagògiques” a Catalunya al costat d'Herminio Almendros. El 1933 va assumir la secretaria del Comitè Executiu del Congrés d'Educació Social. Aquell mateix any entrà a formar part del Comitè Executiu de la Comissió Organitzadora de la Diada Femenina d'Esquerra. També signà el Manifest a les dones de Catalunya, el juliol de 1934, i, l'any següent, el Manifest intel·lectual a favor de la llibertat i contra el feixisme i en pro de la creació del Front d'Acció per a la Defensa de la Cultura. Assumí la presidència del Lyceum Club de Barcelona l'any 1936 i la vicepresidència del Comitè Executiu de la Unió de Dones de Catalunya. Va formar part del CENU (Consell Escola Nova Unificada). A proposta d'aquest organisme, va presidir la Comissió d'Adaptació del personal docent dels organismes tècnics de la Generalitat a les necessitats de la guerra. També fou secretària general de La Dona a la Reraguarda, secció del Comissariat de Propaganda de la Generalitat de Catalunya.
El 1939, el matrimoni Torres-Baldó s'exilià a Tolosa de Llenguadoc. Al barri vell, amb altres intel·lectuals i exiliats republicans com Galí, Serra Húnter, Rovira i Virgili, Pompeu Fabra, ràpidament s'organitzaren per a continuar la formació intel·lectual de llurs fills. Maria Baldó, amb la col·laboració del seu marit, va dirigir la residència d'intel·lectuals exiliats a Tolosa de Llenguadoc, que depenia directament de la Fundació Ramon Llull, tot i que la seva gestió va ser molt qüestionada per diferents exiliats com el mateix Rovira i Virgili, Josep Ma. Francès o Ramon Vinyes.

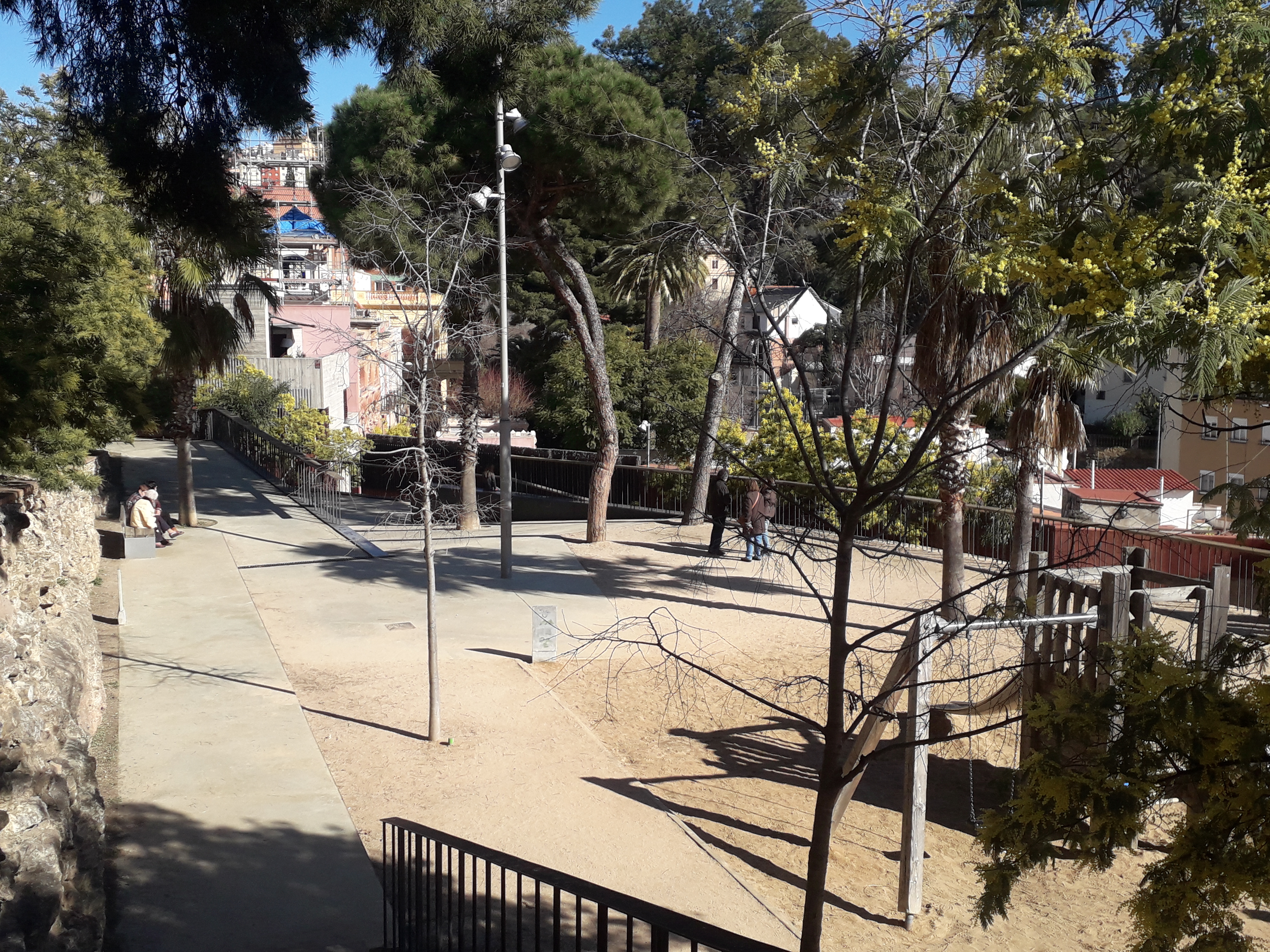
Jardins de Maria Baldó

## Memòria
En la proximitat de l'escola La Farigola, de la qual va ser la primera directora, hi ha uns jardins que porten el seu nom. Inaugurats el 1906, els Jardins de Maria Baldó ocupen part dels horts de l'antic convent dels Camils i tenen una superfície de prop de 2.500 m².

## Obra
- Valor pedagògic del folklore. Art Jove. Revista quinzenal. Abril de 1906.
- ¿Llega la mujer a la maternidad con suficiente preparación para dar a la sociedad hijos sanos, fuertes y honrados?, s.d.
- "Sobre l'ensenyansa escolar femenina". Revista Feminal, 28 d'abril de 1912.
- "El folklore en la escuela", Revista de Pedagogía, n. 43, p. 292-300, 1925.
- Jocs d'infants. Arxiu Tradicional i Popular, fcs. II (edició facsímil, Olañeta eds. Palma de Mallorcs, s.a.)
- El libro del hogar. Burgos: Hijos de Santiago Rodríguez (1933).